# Krok (władca Czech)
Krok – legendarny książę Czechów, w Kronice Czechów Kosmasa zapisany jako łac. Crocco (w późniejszych kopiach jako Groh i Grecko).
Według Kosmasa był następcą Czecha (Bohemusa). Krok był według kronikarza doskonałym władcą; wybudował gród koło Zbečna, nazwany jego imieniem Krakov.
Krok miał trzy córki:
- Kazi – uchodzi w tradycji za doskonałą lekarkę, która umiała leczyć ziołami różnorakie choroby.
- Tetka – według kronikarza Kosmasa z Pragi wprowadziła ona w kraju wszelakie zabobony, przesądy i pogańskie ceremonie.
- Libuša – była najmłodszą, ale najmądrzejszą z sióstr. Była to wyjątkowa kobieta, która na wszystko miała mądrą odpowiedź. Po śmierci Kroka została jego następczynią.

O mądrych rządach Kroka i jego trzech córkach pisze też Kronika Dalimila.
Żyjący w XVI wieku czeski kronikarz Václav Hájek z Libočan wyliczył datę śmierci Kroka na 709 rok. Podawał też rok 683 jako datę przeniesienia siedziby książęcej na Wyszehrad. W XIX i XX wieku podejmowane były próby odnalezienia archeologicznych śladów związanych z Krokiem.
Czeskie relacje Kroku wykazują podobieństwa z przekazami o Kraku. Jan Długosz utożsamił czeskiego Kroka z polskim Krakiem.